# Санта-Лучія-ді-Серино
Санта-Лучія-ді-Серино (італ. Santa Lucia di Serino) — муніципалітет в Італії, у регіоні Кампанія,  провінція Авелліно.
Санта-Лучія-ді-Серино розташована на відстані близько 230 км на південний схід від Рима, 55 км на схід від Неаполя, 9 км на південний схід від Авелліно.
Населення — 1425 осіб (2014).
Щорічний фестиваль відбувається 13 грудня. Покровитель — Santa Lucia.

## Демографія
Населення за роками:

Станом на 1 січня 2023 року в муніципалітеті офіційно проживало 78 іноземців з 18 країн, серед них 25 громадян країн Євросоюзу та 3 громадяни України.

## Сусідні муніципалітети
- Сан-Мікеле-ді-Серино
- Санто-Стефано-дель-Соле
- Серино